# Розвуй
ФК «Розвуй» (пол. Rozwój Katowice) — польський футбольний клуб з міста Катовиці, заснований 27 листопада 1925 року. Головні кольори команди: зелений, жовтий та чорний.